# Češljarova glavica (arheološko nalazište)
Češljarova glavica, arheološko nalazište na području Donjeg Prološca, općina Proložac, zaštićeno kulturno dobro.

## Opis dobra
Vrijeme nastanka je od 2300. pr. Kr. do 1490. godine. Arheološko nalazište Češljarova glavica smješteno je na predjelu „Čanjevice“ u Imotskom polju istočno od Prološkog blata. Riječ je o višeslojnom nalazištu koji ima 2 faze razvoja. Prvu fazu predstavlja zemljani prapovijesni tumul promjera oko 20 m. i visine oko 2 m. Iako nije provedeno arheološko istraživanje, s obzirom na materijal pronađen na površini tumula, te na oblikovanje tumula moguće ga je datirati u rano brončano doba. Drugu fazu predstavlja naknadno ukopani srednjovjekovni grobovi pod stećcima. Srednjovjekovno groblje sa stećcima razvija se tijekom 15. stoljeća na spomenutom tumulu. Sačuvano je oko 30 stećaka, ploča i sanduka, grublje obrade te neukrašeni.

## Zaštita
Pod oznakom Z-5927 zavedeno je kao nepokretno kulturno dobro – pojedinačno, pravna statusa zaštićena kulturnog dobra, klasificirano kao "arheološka baština".